# François Grisez
Pour les articles homonymes, voir Grisez.
François Grisez, né le 6 décembre 1841 à La Chapelle-sous-Rougemont (Territoire de Belfort) et mort le 31 mai 1927 à La Roche-en-Brenil (Côte-d'Or), est un homme politique français.

## Biographie
Médecin dans son village natal, il en est conseiller municipal en 1873 puis maire en 1876 et conseiller général en 1886. Il est député du Territoire de Belfort de 1889 à 1893. Après sa défaite, il devient directeur de l'hôpital psychiatrique du Mans, de 1894 à 1911.